# Puiu Codreanu
Puiu Codreanu (n. 31 august 1972, Hălmăgel, județul Arad, România) este un artist consacrat al muzicii populare românești, cunoscut în special pentru stilul său distinctiv și pentru aportul adus în promovarea muzicii bănățene și a muzicii de petrecere.
Originar din Banat, Puiu Codreanu a reușit să îmbine armonios tradițiile folclorice cu elemente moderne, aducând astfel un suflu nou în muzica populară românească. Cu o carieră de zeci de ani, Codreanu este apreciat nu doar pentru vocea sa puternică și expresivă, dar și pentru maniera în care reinterpretează tradițiile și le face accesibile unui public larg.
Cariera sa a început în adolescență, când a fost influențat de muzica populară autentică, dar și de atmosfera vibrantă a evenimentelor și sărbătorilor din satul natal. De-a lungul anilor, Puiu Codreanu a reușit să câștige un loc în topurile muzicii populare.
În ceea ce privește repertoriul său, Puiu Codreanu a fost influențat de stilul popular bănățean, dar și de alte regiuni din România, incluzând piese de dragoste, viața de zi cu zi, tradițiile satului și credințele religioase.

## Ascensiunea în lumea muzicii
Puiu Codreanu s-a născut în județul Arad, într-o familie de oameni simpli și muncitori, care nu au avut legături directe cu muzica, cu excepția mamei sale. Ea cânta în familie, iar Puiu consideră că probabil de la ea a moștenit darul muzical. Deși fredona melodii încă de la o vârstă fragedă, adevăratul său început muzical a venit atunci când a fost invitat să cânte la o nuntă din satul natal. La acea nuntă, solistul nu s-a prezentat, iar cei care îl cunoșteau l-au încurajat să cânte. Întâmplător, la eveniment a fost și un profesor de muzică, care l-a auzit și l-a încurajat să urmeze un drum muzical.
Așa a început să urmeze cursurile Școlii Populare de Artă din Arad, iar mai târziu s-a mutat la Deva, unde a întâlnit colegii de orchestră cu care încă lucrează. Aceștia l-au sprijinit pe parcursul carierei sale, iar împreună au făcut pași importanți pe scena muzicală.
Puiu Codreanu scrie majoritatea pieselor sale, fiind inspirat în special din viața de zi cu zi, din iubire, din problemele și bucuriile oamenilor. Își trage inspirația din experiențele personale și din trăirile celor din jur.
Una dintre piesele sale celebre, „Am crescut copil sărac”, reflectă amintirile din copilăria sa. Deși nu s-a considerat un copil sărac, Puiu Codreanu povestește că a plecat de la țară și a ajuns pe scena muzicală dintr-o familie modestă. A crescut în comuna Hălmăgel, Arad, alături de frații și surorile sale, fiind mezinul familiei.
Își amintește cu drag perioada adolescenței, mai ales din anii de liceu, când viața la oraș, departe de satul natal, a reprezentat o adevărată provocare. Acești ani au fost plini de amintiri frumoase și au contribuit la formarea caracterului său artistic.

### Momentul în care a devenit cunoscut
Cariera lui Puiu Codreanu a cunoscut o ascensiune rapidă în anul 1995, un moment esențial în drumul său muzical. Colaborarea cu renumitul artist Petrică Nicoară la studioul „AudioTim” din Timișoara a fost punctul de plecare al succesului său. Sub conducerea lui Ghiță Olaru, Puiu Codreanu a reușit să creeze un album care a avut un impact major asupra publicului, fiind apreciat pentru autenticitatea și emoția transmisă prin muzica sa. Această colaborare a marcat începutul unei cariere de succes, care i-a adus rapid un loc deosebit în peisajul muzical românesc.
Pe lângă succesul său în România, Puiu Codreanu a cucerit și publicul internațional, cântând în diverse țări și participând la evenimente importante, cum ar fi nunți și spectacole de amploare. Aceste călătorii internaționale i-au permis să-și extindă notorietatea și să interacționeze cu fani din diferite culturi și medii. A devenit astfel un artist cu o mare influență în rândul comunităților de români din diaspora.

## Viața personală
Puiu Codreanu, cunoscut pentru discreția sa, a ales să își păstreze viața personală departe de lumina reflectoarelor. Într-un interviu din 2013, artistul a subliniat că nu se regăsește în expunerea publică a problemelor personale, considerând că „faptul că ești discret te face mai interesant” .

### Familia
Puiu Codreanu este căsătorit cu Mirabela, alături de care are un fiu, Dario. Artistul a menționat că își dorește un al doilea copil și că familia sa i-a oferit sprijin constant de-a lungul carierei.

### Mutarea în Spania
În 2017, Puiu Codreanu a făcut un pas important în viața sa personală, mutându-se în Spania. Decizia a fost motivată de dorința de a beneficia de un climat mai favorabil și de a fi mai aproape de nașii și finii săi care locuiesc în Madrid. Artistul a declarat că, deși s-a stabilit acolo, intenționează să continue să cânte și să participe la evenimente muzicale, menținându-și legătura cu publicul din România și din diaspora.

### Credința și valorile personale
Puiu Codreanu este o persoană credincioasă, având o legătură puternică cu Dumnezeu. Fiind creștin-ortodox, el consideră credința  un element esențial în viața sa și o sursă de putere în fața provocărilor. De asemenea, este cunoscut pentru atitudinea sa discretă și modestă, preferând să își păstreze viața privată departe de ochii publicului.
Artistul pune accent pe familie și pe credință, considerându-le piloni fundamentali în viața sa. De asemenea, mutarea în Spania reprezintă o etapă importantă în căutarea unui echilibru între viața personală și carieră, fără a renunța la pasiunea sa pentru muzica populară.

## Discografie 1996-2010:ORDA
| Titlu                                      | Casă de discuri       | Număr catalog       | Format     | Anul lansării |
| ------------------------------------------ | --------------------- | ------------------- | ---------- | ------------- |
| Poți Să Fii Și Făt Frumos                  | Audiotim & Ralina     | AC 131              | Casetă     | 1996          |
| O Muzică Pe Placul Tău                     | Audiotim & Ralina     | AC 340              | Casetă     | 1999          |
| Puiu Codreanu Și Invitatele Lui            | Audiotim & Ralina     | CDAR 075            | CD         | 1999          |
| Vreau Sa Fiu Nebunul Tău                   | Audiotim & Ralina     | AC 425              | Casetă     | 2000          |
| Melodii Demult Cantate De Lume Neascultate | Audiotim & Ralina     | AC 458              | Casetă     | 2000          |
| Astazi Doamne Îi Ziua Ta! La Multi Ani!    | Audiotim & Ralina     | AC 496              | Casetă     | 2001          |
| Tu Ești Jumătatea Mea                      | Studio Codruț         | MC 017              | Casetă CD  | 2001          |
| Codruț - Îl Vedeți?                        | Audiotim & Ralina     | AC 544 CDAR 164     | Casetă CDr | 2002          |
| Asta M-O Plăcut - EtnoStyle                | TeleAudio Records     | TACS 5633 TACD 5633 | Casetă CD  | 2002          |
| Ciupe Neică Binișor                        | Acasă la Români       | 0274                | Casetă     | 2003          |
| Imbătrânesc, Crește Fata Mea               | Audiotim & Ralina     | AC 599              | Casetă     | 2003          |
| Chef Sârbesc                               | Audiotim & Ralina     | -                   | CD         | 2003          |
| O Muzică Pentru Roze                       | Studioul Armina       | CDA 037             | CD         | 2004          |
| Chef De Chef Cu Puiu Codreanu!             | Voxstar               | MC 271              | Casetă     | 2004          |
| Români-n Străinătate                       | Voxstar               | MC 323 CD 323       | Casetă CD  | 2004          |
| Cea Mai Dulce Voce...                      | Voxstar               | MC 260              | Casetă     | 2004          |
| Etno-Chef                                  | Viper                 | CA 0031 VP CD 0031  | Casetă CDr | 2004          |
| Cum Se-ntoarce Roata                       | Digital Music Oltenia | MC 03               | Casetă     | 2004          |
| CosmoCHEF                                  | TeleAudio Records     | TACD 6880           | CD         | 2004          |
| Etno Chef - Mi-e Dor De Casă               | Viper                 | CA 0041             | Casetă     | 2004          |
| Din Nou Împreună                           | Audiotim & Ralina     | AC 700 CD AR 297    | Casetă CD  | 2004          |
| Revelionul Banatului - Petrece, Omule!     | TeleAudio Records     | TACD 6988           | CD         | 2005          |
| Multă Lume-i Necăjită, Mi Se Rupe Inima!   | Audiotim & Ralina     | AC 759              | Casetă     | 2005          |
| Bace Vântu' Frunza Lin                     | Ion Constantin        | MC-CO 059           | Casetă     | 2005          |
| Te Iubesc Mireasa Mea                      | Fanatik Music         | 001                 | Casetă     | 2005          |
| Petrecere Bănățeana Cu Stana Si Puiu       | Audiotim & Ralina     | AC 788 CD AR 380    | Casetă CD  | 2005          |
| Ciorbă De Curcan                           | MediaPRO Music        | 0036                | Casetă CD  | 2005          |
| Regina Și Regii Petrecerilor               | Formula 1             | F1CD 011            | CD         | 2005          |
| Unde Esti Copilarie                        | Audiotim & Ralina     | CDAR 409            | CD         | 2006          |
| În Viață Am Plecat De Jos                  | Ion Constantin        | MC-CO 108           | Casetă     | 2007          |
| EuroCHEF - Stele Populare                  | TeleAudio Records     | TACS 8143 TACD 8143 | Casetă CD  | 2007          |
| Cele Mai Frumoase Șlagăre                  | Gong                  | 4261-2 4261-4       | Casetă CD  | 2008          |
| Puiu Codreanu Și Ileana Ciuculete          | COSTY de la Sighet    | CD-CO 150           | CD         | 2008          |
| Puiu Codreanu 2008                         | Ion Constantin        | MC-CO 130           | Casetă     | 2008          |
| Etno Petrecere                             | Ion Constantin        | MC-CO 144           | Casetă     | 2008          |
| Am Numele Meu De La Dumnezeu Vol.6         | COSTY de la Sighet    | MC-CO 180 CD-CO 180 | Casetă CD  | 2009          |
| În Viață Am Plecat de Jos                  | Taifasuri Media       | -                   | CD         | 2009          |

### Interviuri
- Puiu Codreanu: „Faptul că ești discret te face mai interesant“ 15 mai 2013, Gabriela Niculescu, Taifasuri
- Puiu Codreanu părăsește România! 13 octombrie 2017, Adriana Bahmuțeanu, Antena Stars